# Flaga Konga
Poszczególne barwy flagi Konga symbolizują:
- Zieleń – pokój i przyrodę
- Złota – nadzieje i bogactwa naturalne
- Czerwień – niepodległość i braterstwo

Uchwalona 18 sierpnia 1959 roku. Przywrócona 10 czerwca 1991 roku.

## Galeria

Propozycja flagi Konga Francuskiego
Flaga Ludowej Republiki Konga latach 1970–1991